# Сречко
Сречко — поширене на Балканському півострові чоловіче особове ім'я.
Словенський варіант (словен. Srečko) є відповдником імені Фелікс і утворений від слів šrečko, šrečko із суфіксом ‑ko. Жіноче ім'я — Сречка — утворено від імені Сречко із суфіксом ‑ка. Ім'я Фелікс (лат. Felix) пов'язане з латинським прикметником felix (у родовому відмінку felicis), що означає «плідний, родючий, успішний, щасливий, благословенний; щасливий; смачний, цілющий».
Ім'я Сречко входить до календаря разом з іменем Фелікс. 
Відомі люди
- Сречко Богдан — югославський і хорватський футболіст, тренер.
- Сречко Катанець — словенський футболіст, тренер.
- Сречко Косовел — словенський поет.
- Сречко Лисинаць — сербський волейболіст.